# Maria Immacolata Barbarossa
Maria Immacolata Barbarossa in Voza, detta Imma (Canosa di Puglia, 13 agosto 1938), è una politica italiana.

## Biografia
Esponente del Partito Comunista Italiano, è eletta alla Camera nel 1976 e poi nuovamente nel 1979.
Successivamente allo scioglimento del PCI, ha aderito a Rifondazione Comunista, con cui si è candidata a sindaco di Bari in occasione delle elezioni comunali del 1995 (ottenendo il 5,5% dei voti). Negli anni seguenti continua a far parte del PRC, come membro del "Forum Donne" e della Direzione Nazionale.